# Trương Bích Thần
Trương Bích Thần (giản thể: 张碧晨; phồn thể: 張碧晨; bính âm: Zhāng Bìchén; sinh ngày 10 tháng 9 năm 1989) là một nữ ca sĩ người Trung Quốc. Năm 2012, cô giành chiến thắng trong cuộc thi K-Pop World Festival khu vực Trung Quốc, đồng thời đại diện cho nước này tại vòng chung kết của cuộc thi diễn ra tại Hàn Quốc và đoạt giải xuất sắc nhất. Bích Thần ra mắt với tư cách là thành viên của nhóm nhạc nữ Hàn Quốc Sunny Days vào tháng 7 năm 2013. Sau khi hoạt động cùng nhóm trong khoảng thời gian 1 năm, cô quay về Trung Quốc theo đuổi sự nghiệp solo.
Năm 2014, Bích Thần tham gia và trở thành quán quân của mùa 3 cuộc thi The Voice of China. Cô đã 3 lần đoạt giải tại giải Đông Phương Phong Vân Bảng lần thứ 22, 23 và 24 diễn ra thường niên cùng các ca khúc "Giữa một nụ hôn" (一吻之间), "Niên luân" (年轮) và album Hướng tới đêm thâu từ bình minh (开往早晨的午夜). Năm 2015, Bích Thần phát hành đĩa đơn solo đầu tiên trong sự ngiệp mang tên "Bạch thược nở hoa" (白芍花开), đồng thời giành giải "Ca sĩ mới được yêu thích nhất tại Trung Quốc" tại Giải Hoa Đỉnh lần thứ 14. Năm 2017, cô xuất hiện trên chương trình âm nhạc I Am a Singer của Hồ Nam TV và tiến vào trận chung kết với tư cách là ca sĩ thử thách.

## Đời tư
Vào ngày 22 tháng 1 năm 2021, Trương Bích Thần xác nhận trên trang Weibo cá nhân của mình rằng cô đã có một con gái với nam ca sĩ Hoa Thần Vũ. Sự việc trở thành chủ đề bàn luận sôi nổi trên các trang mạng xã hội Trung Quốc do hai người chưa từng công khai hẹn hò và vì cô đã giấu kín thông tin này trong suốt 3 năm trời mà không tiết lộ cho Hoa Thần Vũ biết.

## Danh sách đĩa nhạc

### Album
| Album                                            | Thông tin | Ca khúc |
| ------------------------------------------------ | --- | --- |
| Hướng Tới Bình Minh Từ Đêm Thâu (开往早晨的午夜) | - Thời gian phát hành: 29 tháng 12 năm 2016 - Ngôn ngữ: Quan thoại - Công ty thu âm: Universal Music / Mộng Hưởng | Ca khúc 1. Hướng Tới Bình Minh Từ Đêm Thâu (开往早晨的午夜) 2. Đồng Mộng (童梦) 3. Màu Vẽ (彩绘) 4. Đã Từng Chờ Đợi (曾经守候) 5. Kẹo Hồ Đào (胡桃夹子) 6. Ấm Áp Đầu Hạ (初夏之温) 7. It's Love 8. Độc Thoại (自语) 9. Tê Liệt (撕裂) 10. Tự Trang Điểm (自饰者) |
| Time (时)                                        | - Thời gian phát hành: 14 tháng 3 năm 2021 - Ngôn ngữ: Quan thoại - Công ty thu âm: Mộng Hưởng                    | Ca khúc 1. Illusory (隐隐作秀) 2. Cực (极) 3. Phiêu Lưu (漂流) 4. Nhiễm (染) 5. My Way 6. Interstellar 7. Đợi Bạn Như Là (等你像) 8. Không Kịp Mưa (不及雨) 9. Gặp Với Không Gặp (见与不见) 10. Phùng Sinh (逢生)                                                |

### Nhạc phim
| Năm  | Dịch tựa đề                                    | Tựa gốc                  | Phim điện ảnh/truyền hình        | Ghi chú            |
| ---- | ---------------------------------------------- | ------------------------ | -------------------------------- | ------------------ |
| 2014 | Giữa một nụ hôn                                | 一吻之間                 | Bác sĩ trẻ                       |                    |
| 2014 | Tiếng nói của tình yêu                         | 爱之声                   | Bác sĩ trẻ                       | với Từ Phong       |
| 2015 | Giấc mơ hạnh phúc                              | 幸福梦                   | Giấc mơ hạnh phúc                |                    |
| 2015 | Đừng quên rằng em yêu anh                      | 不要忘记我爱你           | Thần khuyển tiểu thất            |                    |
| 2015 | Niên luân                                      | 年轮                     | Hoa Thiên Cốt                    |                    |
| 2015 | Ta cứ từ từ bước đi                            | 我只是慢慢走远           | Vương triều đích nữ nhân         |                    |
| 2015 | Tuổi trẻ ngông cuồng                           | 年少轻狂                 | Tuổi trẻ ngông cuồng             |                    |
| 2015 | Nếu mọi chuyện chưa từng xảy ra                | 如果一切没有发生过       | Đứa con đến từ thiên đường       |                    |
| 2016 | Tại sao tôi muốn nói cho anh ấy biết tôi là ai | 为什么我好想告诉他我是谁 | Không bao giờ nói lời từ biệt    |                    |
| 2016 | Bút mực thời gian                              | 时光笔墨                 | Thanh Vân chí                    |                    |
| 2016 | Giây tiếp theo                                 | 下一秒                   | Yêu em từ cái nhìn đầu tiên      |                    |
| 2016 | Khi tình yêu đến gõ cửa                        | 当爱来敲门               | Từ bỏ em, nắm chặt em            |                    |
| 2017 | Lạnh lẽo                                       | 凉凉                     | Tam sinh tam thế thập lý đào hoa | với Dương Tông Vĩ  |
| 2017 | Kẹp hồ đào                                     | 胡桃夹子                 | Ngôi làng hạnh phúc              |                    |
| 2017 | Bên bờ hồ Baikal                               | 贝加尔湖畔               | Bình minh quyết chiến            | với Tôn Nam        |
| 2017 | Vọng                                           | 望                       | Sở Kiều truyện                   | với Triệu Lệ Dĩnh  |
| 2018 | Lắng nghe tuyết                                | 听雪                     | Liệt hỏa như ca                  |                    |
| 2018 | Huyết như mặc                                  | 血如墨                   | Phù Dao hoàng hậu                |                    |
| 2018 | Chỉ muốn bình phàm                             | 只要平凡                 | Chết để hồi sinh                 | với Trương Kiệt    |
| 2019 | A Whole New World (bản tiếng Quan Thoại)       | 新的世界                 | Aladdin                          | với Trần Vỹ Đình   |
| 2019 | Khi ấy                                         | 彼時                     | Người bạn thật sự của tôi        |                    |
| 2019 | Nước chảy từ trời                              | 水从天上来               | Thần Tịch duyên                  | với Trịnh Vân Long |
| 2019 | Sau Này Ta Tự Lang Thang Với Chính Mình        | 今后我与自己流浪         | Na Tra: Ma đồng giáng thế        |                    |
| 2020 | Lòng muốn nước lặng                            | 心欲止水                 | Tam sinh tam thế chẩm thượng thư |                    |
| 2020 | Biển cả màu lam ngân                           | 蓝银色的海               | Đấu La Đại Lục (hoạt hình)       |                    |
| 2020 | Mộc Lan Tâm                                    | 木兰心                   | Mộc Lan: Hoành Không Xuất Thế    |                    |
| 2020 | Lừa dối                                        | 骗                       | Nếu âm thanh không ghi nhớ       |                    |
| 2021 | Hướng ánh sáng                                 | 光的方向                 | Trường Ca Hành                   |                    |
| 2021 | Nhược Mộng                                     | 若梦                     | Nam Yên Trai Bút Lục             |                    |
| 2021 | Như Cố                                         | 如故                     | Châu Sinh Như Cố                 |                    |
| 2021 | Chạm Khắc                                      | 镌刻                     | Hộc Châu phu nhân                |                    |
| 2023 | Hắc Nguyệt Quang                               | 黑月光                   | Trường Nguyệt Tẫn Minh           | với Mao Bất Dịch   |

## Giải thưởng
| Giải thưởng Âm nhạc | Giải thưởng Âm nhạc                                       | Giải thưởng Âm nhạc                                  | Giải thưởng Âm nhạc                    | Giải thưởng Âm nhạc | Giải thưởng Âm nhạc |
| Năm                 | Lễ trao giải                                              | Giải thưởng                                          | Tác phẩm                               | Kết quả             | Tham khảo           |
| ------------------- | --------------------------------------------------------- | ---------------------------------------------------- | -------------------------------------- | ------------------- | ------------------- |
| 2014                | CCTV âm nhạc                                              | Top 10 bài hát nhạc vàng hay nhất Trung Quốc         | Sau này không gặp lại                  | Đoạt giải           | [ 6 ]               |
| 2015                | Giải thưởng Hoa Đỉnh lần thứ 14                           | Ca sĩ mới nổi được yêu thích nhất Trung Quốc         |                                        | Đoạt giải           | [ 7 ]               |
| 2015                | Lễ hội ảnh hưởng Phương Đông Châu Á                       | Ca sĩ được giới truyền thông chú ý nhất              |                                        | Đoạt giải           |                     |
| 2015                | Bảng xếp hạng Phong Vân Phương Đông lần thứ 22            | Top 10 bài hát nhạc vàng hàng đầu                    | Giữa một nụ hôn                        | Đoạt giải           | [ 8 ]               |
| 2015                | Bảng xếp hạng Phong Vân Phương Đông lần thứ 22            | Ca sĩ mới nổi xuất sắc nhất                          |                                        | Đoạt giải           | [ 8 ]               |
| 2015                | Bảng xếp hạng âm nhạc Phong Vân lần thứ 15                | Ca khúc nhạc phim hay nhất                           | Giữa một nụ hôn                        | Đề cử               |                     |
| 2015                | Bảng xếp hạng âm nhạc Trung Quốc toàn cầu lần thứ 19      | Tân binh của năm                                     |                                        | Đoạt giải           | [ 9 ]               |
| 2015                | Lễ hội âm nhạc Migu lần thứ 9                             | Top 10 ca khúc nhạc vàng bán chạy nhất               | Niên luân                              | Đoạt giải           | [ 10 ]              |
| 2015                | Lễ hội âm nhạc Migu lần thứ 9                             | Người mới nổi tiếng nhất                             |                                        | Đoạt giải           | [ 10 ]              |
| 2016                | Bảng xếp hạng Phong Vân Phương Đông lần thứ 23            | Top 10 bài hát vàng của năm                          | Niên luân                              | Đoạt giải           |                     |
| 2016                | Bảng xếp hạng Phong Vân Phương Đông lần thứ 23            | Nữ ca sĩ toàn dân bình chọn                          |                                        | Đoạt giải           |                     |
| 2016                | Bảng xếp hạng Phong Vân Phương Đông lần thứ 23            | Ca sĩ đột phá xuất sắc nhất                          |                                        | Đoạt giải           |                     |
| 2016                | Lễ hội âm nhạc Pop toàn cầu thường niên Music Radio       | Người mới xuất sắc nhất của năm                      |                                        | Đoạt giải           | [ 11 ]              |
| 2016                | Lễ hội âm nhạc hàng đầu của Trung Quốc Music Radio        | Nghệ sĩ mới được yêu thích nhất ở Trung Quốc đại lục |                                        | Đoạt giải           | [ 12 ]              |
| 2016                | Weibo Night                                               | Bài hát nhạc phim nổi tiếng nhất                     | Nếu như mọi chuyện chưa từng xảy ra    | Đoạt giải           | [ 13 ]              |
| 2016                | Lễ trao giải thường niên Bảng xếp hạng Bài hát mới Châu Á | Ca sĩ được giới truyền thông đề xuất của năm         |                                        | Đoạt giải           | [ 14 ]              |
| 2017                | Lễ trao giải Âm nhạc Phương Đông lần thứ 24               | Ca sĩ được giới truyền thông đề xuất của năm         |                                        | Đoạt giải           | [ 15 ]              |
| 2017                | Lễ trao giải Âm nhạc Phương Đông lần thứ 24               | Album của năm                                        | Album: Hướng tới bình minh từ đêm thâu | Đoạt giải           | [ 15 ]              |
| 2017                | Lễ trao giải Âm nhạc Phương Đông lần thứ 24               | Giải thưởng Giai điệu vàng của năm                   | Một giây nữa                           | Đoạt giải           | [ 15 ]              |
| 2017                | Asia Golden Melody Awards                                 | Nữ ca sĩ được yêu thích nhất Đại lục                 |                                        | Đoạt giải           |                     |
| 2018                | Lễ trao giải Âm nhạc Phương Đông lần thứ 25               | Top 10 bài hát vàng của năm                          | Lạnh lẽo                               | Đoạt giải           | [ 16 ]              |
| 2018                | Lễ trao giải Âm nhạc Phương Đông lần thứ 25               | Nữ ca sĩ được yêu thích nhất                         |                                        | Đoạt giải           | [ 16 ]              |
| 2018                | Lễ hội âm nhạc Trung Quốc năm 2018                        | Bài hát của năm                                      | Lạnh lẽo                               | Đoạt giải           | [ 17 ]              |
| 2018                | Lễ hội âm nhạc Trung Quốc năm 2018                        | Ca khúc nhạc phim được yêu thích nhất trong năm      | Lạnh lẽo                               | Đoạt giải           | [ 17 ]              |
| 2018                | Lễ hội âm nhạc Trung Quốc năm 2018                        | Nữ ca sĩ được yêu thích nhất tại Trung Quốc đại lục  |                                        | Đoạt giải           | [ 17 ]              |
| 2019                | QQ Music Peak Chart 2018                                  | Top 10 ca sĩ đại lục hàng đầu                        |                                        | Đoạt giải           |                     |
| 2019                | Lễ hội âm nhạc Migu 2019                                  | Nữ nghệ sĩ nổi tiếng xuất sắc nhất                   |                                        | Đoạt giải           |                     |
| 2019                | Lễ hội âm nhạc Migu 2019                                  | Nữ ca sĩ được yêu thích nhất                         |                                        | Đoạt giải           |                     |
| 2019                | Lễ hội âm nhạc Migu 2019                                  | Top 10 bài hát vàng                                  | Phiêu lưu                              | Đoạt giải           |                     |
| Giải thưởng khác    |                                                           |                                                      |                                        |                     |                     |
| 2012                | K-POP World Celebration China Division Champion           | Đoạt giải                                            |                                        | Đoạt giải           |                     |
| 2012                | K-POP World Festival 2012                                 | Đoạt giải                                            |                                        | Đoạt giải           |                     |
| 2014                | IQiyi Screaming Night                                     | Người mới của năm                                    |                                        | Đoạt giải           |                     |
| 2014                | Baidu Phí Điểm 2014                                       | Người mới xuất sắc nhất                              |                                        | Đoạt giải           | [ 18 ]              |
| 2015                | Weibo Night                                               | Giải thưởng chiến đấu khốc liệt của năm              |                                        | Đoạt giải           |                     |
| 2015                | Weibo Night                                               | Weibo Queen hạng 3                                   |                                        | Đoạt giải           |                     |
| 2015                | Đêm hội Bảo Tinh App của Tencent                          | Nữ ca sĩ xuất sắc nhất của năm                       |                                        | Đoạt giải           |                     |
| 2015                | Đêm hội Youku Full Video                                  | Video đầy đủ với âm thanh đẹp                        |                                        | Đoạt giải           | [ 19 ]              |
| 2016                | Đêm hội Bảo Tinh App của Tencent                          | Nữ ca sĩ được yêu thích nhất của năm                 |                                        | Đoạt giải           | [ 20 ]              |
| 2017                | Lễ hội thời trang Weibo                                   | Ca sĩ thời trang nhất trong năm                      |                                        | Đoạt giải           | [ 21 ]              |